# Miguel Ángel Cárdenas
Miguel Ángel Cárdenas Ferreira (n. Altos, Departamento de Cordillera, Paraguay, 8 de septiembre de 1978) es un futbolista paraguayo. Juega de portero.

## Clubes
| Club                      | País      | Año         |
| ------------------------- | --------- | ----------- |
| Sol de América            | Paraguay  | 2000 - 2003 |
| Nacional                  | Paraguay  | 2004 - 2006 |
| 3 de Febrero              | Paraguay  | 2006        |
| Tiro Federal (Rosario)    | Argentina | 2007 - 2012 |
| Alvear FBC                | Argentina | 2012 - 2013 |
| Estudiantes de Rio Cuarto | Argentina | 2013 - 2014 |